# René Twardzik
René Twardzik (* 25. Juni 1970 in Trinec, Tschechoslowakei) ist ein ehemaliger tschechischer Fußballtorwart und heutiger Fußballtrainer.

## Spielerkarriere
Twardzik spielte für TJ TŽ Třinec, Slavia Prag, Boby Brünn, FC Vítkovice und bei SFC Opava. Im Jahre 1999 wechselte er zum deutschen Regionalligisten FC Sachsen Leipzig. Nach einem Jahr wechselte er zum Ligakonkurrenten Rot-Weiß Erfurt. Mit diesem stieg er 2004 in die 2. Bundesliga auf. Nach dem direkten Wiederabstieg kehrte er zu Sachsen Leipzig zurück. 2008 beendete er seine Karriere.

## Trainerkarriere
Von Juli 2010 bis Januar 2020 war er Torwarttrainer bei Rot-Weiß Erfurt.

## Sonstiges
Twardzik blieb nach seiner Karriere in Deutschland. Er ist verheiratet, seine Söhne Dan sowie die Zwillinge Filip und Patrik sind ebenfalls Profifußballer.